# Bourride à la sétoise
Pour les articles homonymes, voir Bourride et Sète.
La bourride à la sétoise (de boulido, bouilli, en provençal) est une spécialité culinaire de Sète, du littoral languedocien, et des cuisine languedocienne et cuisine occitane, à base de ragoût de lotte (baudroie), de poissons blancs, de légumes, de citron et vin blanc, liés à l'aïoli et à la crème fraîche,.

## Origine et étymologie
Son nom vient du provençal boulido, « bouilli », ou bullire, bouillir,  en latin. La tradition veut que les origines de la bourride de la cuisine provençale, variante de la bouillabaisse de Marseille, remonte comme elle aux soupes de poissons plus simples que l'on trouve à la fondation de Massilia par les Phocéens au VIe siècle av. J.-C.

## Bourride et bouillabaisse
La principale différence entre ces deux mets est que la bourride n'est composée que de poissons blancs, incorpore de la crème et du citron, et qu'elle est uniquement accompagnée d'aïoli, tandis que la bouillabaisse est à base de poissons de roche, ne contient ni crème ni citron, et se sert avec de la rouille.

## Ingrédients
Ce mets est composé de queues de baudroies et d'autres poissons blancs comme le bar, le turbot et le colin, de vin blanc sec, oignon, citron, écorces d'orange séchées, thym, laurier, céleri, blette, carottes, poireau, pomme de terre, tomate, crème fraîche, sel et poivre, et d'aïoli (ail, œufs et huile d’olive),.

## Préparation

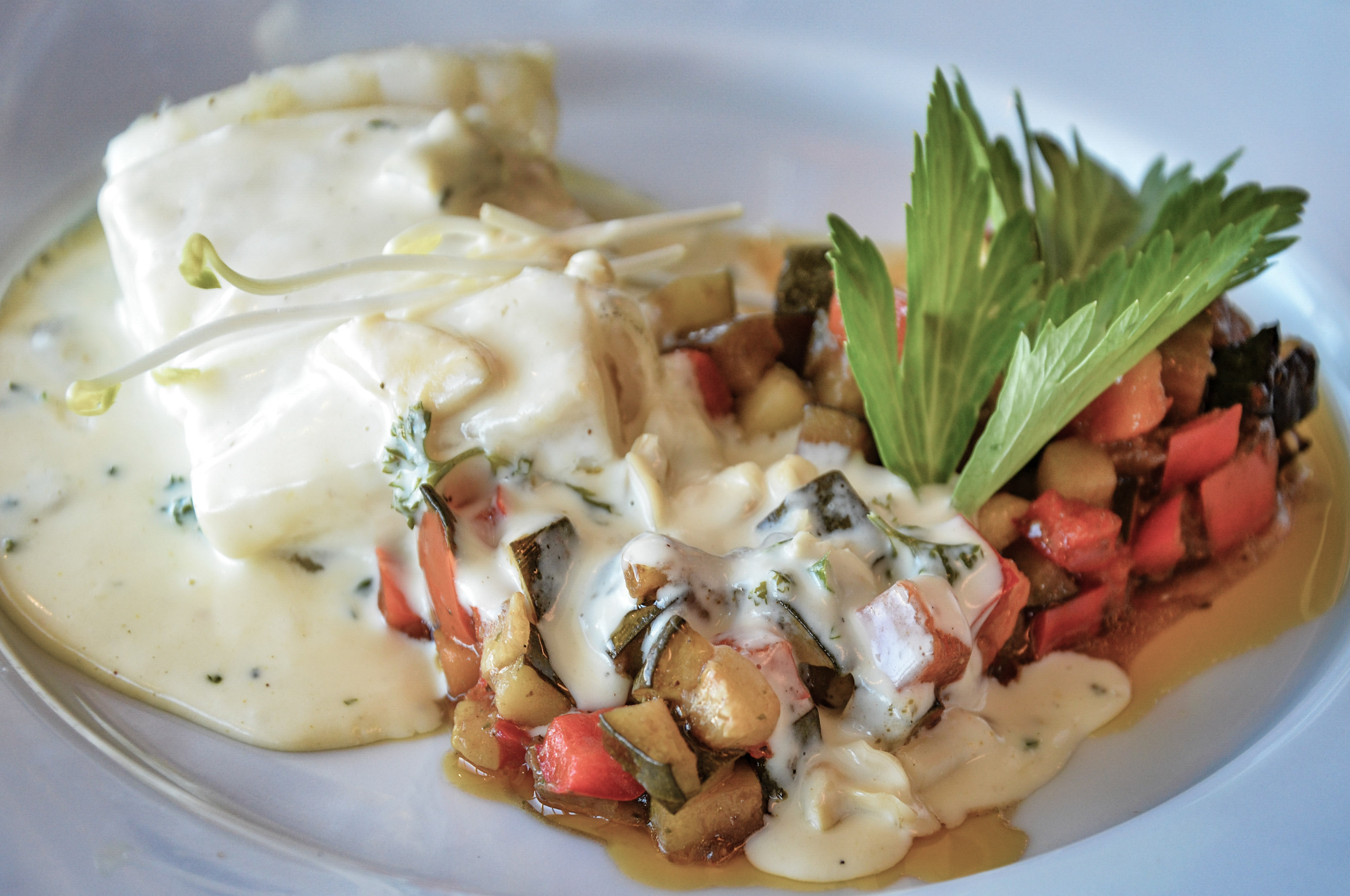
Présentation de bourride à la sétoise à l'aïoli.

Cette recette est déclinée en de nombreuses variantes locales. Les légumes (céleri, blette, carottes, poireau, pomme de terre, tomate...) sont cuits dans un court-bouillon d'huile d'olive, de vin blanc, d'oignon émincé, de tranches de citron, d'écorce d'orange, de safran, de thym, de gousse d'ail écrasée et de feuille de laurier. Puis le poisson, coupé en darne, est à son tour poché au court-bouillon. Après avoir monté l'aïoli, une partie est incorporée au bouillon mixé, dont la liaison est finie à la crème fraîche. 
Les darnes de poissons sont servies avec le bouillon lié dans une soupière, et l'aïoli restant est présenté à part.
La garniture est composée de quelques tranches de pain grillé (éventuellement tartinées des foies de baudroie préalablement sautés) et complétée par des pommes de terre bouillies. 
Une autre façon de faire consiste à faire revenir les légumes hachés en julienne, puis d'ajouter les darnes, en mouillant avec le vin blanc et un peu d'eau.

## Poésie et littérature
- 1760 : La Bourrido dei Dieoux (la bourride des Dieux), de l'écrivain provençal Jean-Baptiste Germain (intégrée dans la grande anthologie littéraire provençale Lou bouquet prouvençaou, de 1823, de écrivain marseillais Joseph François Achard)[8].